# فولفغانغ باور (صحفي)
فولفغانغ باور (بالألمانية: Wolfgang Bauer)‏ هو صحفي ألماني، ولد في 1970 في هامبورغ في ألمانيا.